# Metai
«Мятай» (лит. „Metai“; «Годы») — ежемесячный журнал литературы и культуры, издающийся Союзом писателей Литвы с 1991 года. Выходит вместо журнала «Пяргале» („Pergalė“).

## Характеристика
Журнал публикует произведения художественной литературы (оригинальные и переводные), в том числе и произведения начинающих авторов, эссеистику, литературоведчческие и литературно-критические статьи, рецензии, публицистику, а также воспоминания ссыльных и участников антисоветского сопротивления, литературное наследие (дневники, письма, воспоминания). Тираж в 1991 году составлял 15 500 экземпляров, в 1997 году — 2000, в 2007 году — 1250 экземпляров.

## Редакторы и сотрудники
Редакторами журнала были Юозас Апутис (1991—1994), с апреля 1994 года Даниэлюс Мушинскас, с 2016 года Антанас Шимкус .